# SUNMI THE 1ST WORLD TOUR WARNING
《SUNMI THE 1ST WORLD TOUR WARNING》是韓國女歌手、Wonder Girls成員宣美的首輪巡演，此次巡演自2019年2月24日在韓國YES 24 Live Hall揭開序幕，巡演安可場亦在YES 24 Live Hall舉辦收官。

## 商業表現
是次巡演共分為兩階段，第一階段主要在北美洲與亞州地區，第二階段則著重於歐洲地區進行巡迴。巡演首爾站在開放售票後5秒內，全數座位售罄；台北站演出當日共有1300名粉絲到場支持，台北站票房紀錄為500萬新台幣。宣美在巡演的台北站與香港站分別以中文及粵語搭配英語與粉絲進行對話。

## 場次
| 日期          | 城市       | 場地                   |
| ------------- | ---------- | ---------------------- |
| 2019年2月24日 | 首爾       | Yes24 Live hall        |
| 2019年3月6日  | 舊金山     | The Regency Ballroom   |
| 2019年3月7日  | 洛杉磯     | 方達劇院               |
| 2019年3月10日 | 西雅圖     | SHOWBOX SoDo           |
| 2019年3月11日 | 溫哥華     | Vogue Theatre          |
| 2019年3月13日 | 卡爾加里   | Palace Theatre         |
| 2019年3月15日 | 紐約       | The Townhall           |
| 2019年3月16日 | 多倫多     | 伊麗莎白皇后劇院       |
| 2019年3月18日 | 華盛頓     | Lincoln Theatre        |
| 2019年3月21日 | 墨西哥     | Auditorio BlackBerry   |
| 2019年4月13日 | 香港       | 九龍灣國際展貿中心     |
| 2019年5月10日 | 台北       | 國立臺灣大學綜合體育館 |
| 2019年5月23日 | 東京       | TSUTAYA O-East         |
| 2019年5月30日 | 倫敦       | Indigo at The O₂       |
| 2019年6月2日  | 華沙       | Progresja              |
| 2019年6月4日  | 阿姆斯特丹 | Q-Factory              |
| 2019年6月6日  | 柏林       | Huxley's Neue Welt     |
| 2019年6月7日  | 巴黎       | La Cigale              |
| 2019年6月15日 | 首爾       | Yes24 Live hall        |

## 演唱會歌單
Opening VCR
1. 24小時也不夠
2. Curve

串場
1. Who am I
2. Black Pearl

串場
1. Borderline
2. Noir
3. Full Moon

VCR
1. Addict
2. Gashina

串場
1. Georgy Porgy (原唱：Toto)
2. I am not in love (原唱：10cc)
3. Secret Tape

VCR
1. Heroine
2. Hey You
3. Burn

串場
1. Siren

Encore VCR
1. Gashina (Part Switch ver.)

## 議題倡議
宣美在阿姆斯特丹站時，披上彩虹旗稱自己「有許多不同面向」，該次發言在推特等社群網站瘋傳，並成為推特全球串流趨勢第一名。事後，宣美在自己的推特澄清其不是出櫃，而是聲援LGBT族群，更自稱為「LGBT女王」，是次發言因適逢同志驕傲使宣美成為韓國保守社會風氣中，少數聲援LGBT族群的藝人之一。宣美的事後澄清文亦獲得超過10萬人按讚。